# アルフィアネッロ
アルフィアネッロ（伊: Alfianello）は、イタリア共和国ロンバルディア州ブレシア県にある、人口約2,400人の基礎自治体（コムーネ）。

## 地理

### 位置・広がり
ブレシア県南部のコムーネ。クレモナから北北東へ19km、県都ブレシアから南へ31km、州都ミラノから東南東へ78kmの距離にある。

#### 隣接コムーネ
隣接するコムーネは以下の通り。括弧内のCRはクレモナ県所属を示す。
- コルテ・デ・フラーティ (CR)
- ミルツァーノ
- ポンテヴィーコ
- サン・ジェルヴァージオ・ブレシャーノ
- スカンドラーラ・リーパ・ドーリオ (CR)
- セニーガ

### 地震分類
イタリアの地震リスク階級 (it) では、3 に分類される
。